# マイバッハβ
マイバッハβ（マイバッハ - ベータ、Maybach Beta）のリングネームで知られるボリス・ブレジネフ（Boris Brezhnev、1987年11月25日 - ）は、カナダのプロレスラー。オンタリオ州出身のロシア系カナダ人。

## 来歴
2009年5月、地元であるオンタリオ州を拠点とする団体であるBSE（Blood Sweat and Ears）にて本名名義でプロレスラーデビュー。BSEの他にGCW（Great Canadian Wrestling）やMPW（Maximum Pro Wrestling）といったオンタリオ州の団体に参戦し、一時期The K.G.B.のリングネームを名乗った。
マーカス・ビーンが日本へ武者修行に行き、帰国後考えられないほど強くなっていたことに刺激を受け、ZERO1 USAのFSCを受ける。そして2012年9月、初来日しZERO1に参戦することが決定。これを機にリングネームをマイバッハβ（Maybach Beta）に一新。リングネームの由来は自動車のマイバッハ。自身が憧れ将来乗ってみたい車種であるため、同車種を保有できるように成功したいという希望と、自動車におけるマイバッハの様に、プロレス界におけるマイバッハのような地位に自分がなることが目標であることに由来して、自分自身で命名した。しかし、すでに日本にプロレスリング・ノア所属のマイバッハ谷口が活躍していたため、混同を避けて「マイバッハβ」とした。なお、なぜβ（ベータ）を付加したのかは定かではない。以降は、マイバッハβとして活動し、ZERO1への来日を継続。同月1日、海岸プロレスchapter7で、植田使徒と組んでジェームス・ライディーン & ジェイ・コフィーと対戦で日本デビューを果たす。14分26秒、ライディーンのラリアットに沈み敗戦。
2013年4月15日、ジェームス・ライディーンと組んで佐藤耕平 & KAMIKAZEとのタッグマッチで勝利。試合後、ライディーンが参戦している外国人レスラーを集めNWF（New Age Wrestling Future）なるユニットを結成することを発表。自身もNWFの一員となる。6月11日、Evolutionにてライディーンと組んでNWAインターコンチネンタルタッグ王座を保持するZERO64（曙 & 関本大介）に挑戦するが最後に関本からジャーマンスープレックスホールドを決められ敗戦した。7月、第13回火祭りに初出場。Aブロックにエントリーするが1勝4敗、勝ち点2という結果に終わった。11月、全日本プロレスの世界最強タッグ決定リーグ戦にZERO1代表としてライディーンとのZERO1最強外国人コンビとしてエントリー。4勝3敗、勝ち点8点でリーグ戦を終えて8チーム中4位と健闘した。

## 得意技
ツームストーン・パイルドライバー
コサック・ギロチン・ドロップ
前屈みになって立っている相手の後頭部に、コサック・ダンスを踊って自分の片足のふくらはぎをぶつけて、そのままマットへ叩き落とす。
ランニング・ビッグブート

## 参考資料
- 選手紹介|プロレスリング ゼロワン：PROWRESTLING ZERO12013年12月閲覧
- ZERO1オフィシャルブログ2013年12月閲覧
- マイバッハβ|全日本プロレス オフィシャルサイト - 公式ホームページ2013年12月閲覧
- CAGEMATCH2013年12月閲覧